# Johnny Boychuk
John Paul Boychuk, född 19 januari 1984, är en kanadensisk före detta professionell ishockeyback som spelade över 700 matcher i National Hockey League (NHL) för Colorado Avalanche, Boston Bruins och New York Islanders. Han vann Stanley Cup med Bruins 2011.
Boychuk draftades som 61:a totalt av Avalanche vid NHL Entry Draft 2002 och representerade klubben fyra gånger under första delen av 2008. Den 24 juni 2008 blev han bortbytt till Bruins mot centern Matt Hendricks. Han blev nedskickad på direkten till Bruins farmarlag Providence Bruins i AHL och gjorde där 20 mål och 45 assist för totalt 65 poäng på 78 matcher och blev utsedd till årets back i AHL. Tack vare det erbjöd Bruins ett nytt kontrakt till honom som han accepterade.
Inför säsongen 2014-15 trejdades han till New York Islanders där han avslutade karriären 2020 efter sex säsonger i klubben.
Han är syssling till ishockeyspelaren Zach Boychuk.

## Statistik

### Klubbkarriär
| 1999–00    | MLAC AAA             | AMHL       | 35  | 6  | 17  | 23  | 59  | —   | —  | —  | —  | —  |
| 1999–00    | Calgary Hitmen       | WHL        | 1   | 0  | 0   | 0   | 0   | —   | —  | —  | —  | —  |
| 2000–01    | Calgary Hitmen       | WHL        | 66  | 4  | 8   | 12  | 61  | 12  | 1  | 1  | 2  | 17 |
| 2001–02    | Calgary Hitmen       | WHL        | 70  | 8  | 32  | 40  | 85  | 7   | 1  | 1  | 2  | 6  |
| 2002–03    | Calgary Hitmen       | WHL        | 40  | 8  | 18  | 26  | 58  | —   | —  | —  | —  | —  |
| 2002–03    | Moose Jaw Warriors   | WHL        | 27  | 5  | 17  | 22  | 32  | 13  | 2  | 6  | 8  | 29 |
| 2003–04    | Moose Jaw Warriors   | WHL        | 62  | 13 | 20  | 33  | 71  | 10  | 1  | 9  | 10 | 9  |
| 2004–05    | Hershey Bears        | AHL        | 80  | 3  | 12  | 15  | 69  | —   | —  | —  | —  | —  |
| 2005–06    | Lowell Lock Monsters | AHL        | 74  | 6  | 26  | 32  | 73  | —   | —  | —  | —  | —  |
| 2006–07    | Albany River Rats    | AHL        | 80  | 10 | 18  | 28  | 125 | 5   | 1  | 1  | 2  | 4  |
| 2007–08    | Colorado Avalanche   | NHL        | 4   | 0  | 0   | 0   | 0   | —   | —  | —  | —  | —  |
| 2007–08    | Lake Erie Monsters   | AHL        | 60  | 8  | 18  | 26  | 63  | —   | —  | —  | —  | —  |
| 2008–09    | Boston Bruins        | NHL        | 1   | 0  | 0   | 0   | 0   | —   | —  | —  | —  | —  |
| 2008–09    | Providence Bruins    | AHL        | 78  | 20 | 46  | 66  | 61  | 16  | 3  | 5  | 8  | 19 |
| 2009–10    | Boston Bruins        | NHL        | 51  | 5  | 10  | 15  | 43  | 13  | 2  | 4  | 6  | 6  |
| 2009–10    | Providence Bruins    | AHL        | 2   | 1  | 0   | 1   | 0   | —   | —  | —  | —  | —  |
| 2010–11    | Boston Bruins        | NHL        | 69  | 3  | 13  | 16  | 45  | 25  | 3  | 6  | 9  | 12 |
| 2011–12    | Boston Bruins        | NHL        | 77  | 5  | 10  | 15  | 53  | 7   | 1  | 2  | 3  | 4  |
| 2012–13    | EC Red Bull Salzburg | EBEL       | 15  | 2  | 6   | 8   | 2   | —   | —  | —  | —  | —  |
| 2012–13    | Boston Bruins        | NHL        | 44  | 1  | 5   | 6   | 12  | 22  | 6  | 1  | 7  | 10 |
| 2013–14    | Boston Bruins        | NHL        | 75  | 5  | 18  | 23  | 45  | 12  | 1  | 1  | 2  | 2  |
| 2014–15    | New York Islanders   | NHL        | 72  | 9  | 26  | 35  | 14  | 7   | 0  | 2  | 2  | 2  |
| 2015–16    | New York Islanders   | NHL        | 70  | 9  | 16  | 25  | 31  | 11  | 0  | 0  | 0  | 4  |
| 2016–17    | New York Islanders   | NHL        | 66  | 6  | 17  | 23  | 19  | —   | —  | —  | —  | —  |
| 2017–18    | New York Islanders   | NHL        | 58  | 6  | 12  | 18  | 30  | —   | —  | —  | —  | —  |
| 2018–19    | New York Islanders   | NHL        | 74  | 3  | 16  | 19  | 25  | 4   | 0  | 1  | 1  | 0  |
| 2019–20    | New York Islanders   | NHL        | 64  | 2  | 9   | 11  | 14  | 3   | 0  | 0  | 0  | 0  |
| NHL totalt | NHL totalt           | NHL totalt | 725 | 54 | 152 | 206 | 331 | 104 | 13 | 17 | 30 | 40 |

### Internationellt
| År            | Lag           | Turnering     | Resultat      |   | Matcher | Mål | Assist | Poäng | Utv |
| ------------- | ------------- | ------------- | ------------- | - | ------- | --- | ------ | ----- | --- |
| 2002          | Kanada        | U18           | 6:a           | 5 | 1       | 0   | 1      | 8     |     |
| Junior totalt | Junior totalt | Junior totalt | Junior totalt | 5 | 1       | 0   | 1      | 8     |     |